# Transformada de Penrose
En física teòrica, la transformada de Penrose, introduïda per Roger Penrose (1967, 1968, 1969), és un anàleg complex de la transformada de radó que relaciona camps sense massa en l'espai-temps, o més precisament l'espai de solucions d'equacions de camp sense massa, amb grups de cohomologia de faixa en espai projectiu complex. L'espai projectiu en qüestió és l'espai twistor, un espai geomètric naturalment associat a l'espai-temps original, i la transformada twistor també és geomètricament natural en el sentit de geometria integral. La transformada de Penrose és un component important de la teoria clàssica del twistor.

## Visió general
De manera abstracta, la transformada de Penrose opera sobre una doble fibració d'un espai Y, sobre dos espais X i Z
{\displaystyle Z{\xleftarrow {\eta }}Y{\xrightarrow {\tau }}X.}
A la transformada de Penrose clàssica, Y és el paquet de spin, X és una forma compactada i complexada de l'espai de Minkowski (que com a varietat complexa és {\displaystyle \mathbf {Gr} (2,4)}) i Z és l'espai del gir (que és {\displaystyle \mathbb {P} ^{3}}). De manera més general, els exemples provenen de dobles fibracions de la forma
{\displaystyle G/H_{1}{\xleftarrow {\eta }}G/(H_{1}\cap H_{2}){\xrightarrow {\tau }}G/H_{2}}
on G és un grup de Lie semisimple complex i H1 i H2 són subgrups parabòlics.
La transformada de Penrose funciona en dues etapes. En primer lloc, es retira els grups de cohomologia de gerbes Hr(Z, F) a la cohomologia de gerbes Hr(Y ,η−1F) sobre Y; en molts casos on la transformada de Penrose és d'interès, aquest retrocés resulta ser un isomorfisme. Llavors s'empeny les classes de cohomologia resultants fins a X; és a dir, s'investiga la imatge directa d'una classe de cohomologia mitjançant la seqüència espectral de Leray. La imatge directa resultant s'interpreta llavors en termes d'equacions diferencials. En el cas de la transformada de Penrose clàssica, les equacions diferencials resultants són precisament les equacions de camp sense massa per a un gir donat.

## Exemple
L'exemple clàssic es dona de la següent manera
- L'"espai twistor" Z és CP3 d'espais projectius complexos, que també és el Gr1 de Grassmann (C4) de línies en un espai complex de 4 dimensions.
- X = Gr2(C4), el Grassmannià de 2 plans en un espai complex de 4 dimensions. Aquesta és una compactació de l'espai complex de Minkowski.
- Y és la varietat bandera els elements de la qual corresponen a una recta en un pla de C4.
- G és el grup SL4(C) i H1 i H2 són els subgrups parabòlics que fixen una línia o un pla que conté aquesta línia.

Els mapes de Y a X i Z són les projeccions naturals.
Utilitzant la notació d'índex d'espinor, la transformada de Penrose dona una bijecció entre solucions de l'espín {\displaystyle \pm n/2} equació de camp sense massa{\displaystyle \partial _{A}\,^{A_{1}'}\phi _{A_{1}'A_{2}'\cdots A_{n}'}=0}i el primer grup de cohomologia de la garba {\displaystyle H^{1}(\mathbb {P} ^{1},{\mathcal {O}}(\pm n-2))}, on {\displaystyle \mathbb {P} ^{1}} és l'esfera de Riemann, {\displaystyle {\mathcal {O}}(k)} són els feixos de línies holomòrfiques habituals sobre l'espai projectiu, i les faixes considerades són les faixes de seccions de {\displaystyle {\mathcal {O}}(k)}.